# Guémené-sur-Scorff
Guémené-sur-Scorff (bret. Ar Gemene) – miejscowość i gmina we Francji, w regionie Bretania, w departamencie Morbihan.
Według danych na rok 1990 gminę zamieszkiwały 1332 osoby, a gęstość zaludnienia wynosiła 1138 osób/km² (wśród 1269 gmin Bretanii Guémené-sur-Scorff plasuje się na 469. miejscu pod względem liczby ludności, natomiast pod względem powierzchni na miejscu 1103.).